# MBSラジオ番組一覧
MBSラジオ番組一覧（エムビーエスラジオばんぐみいちらん）では、MBSラジオが現在放送している、もしくはこれまでに自社制作した主なラジオ番組を紹介する。一部、TBSラジオなどJRN系列と文化放送、ニッポン放送などNRN系列で放送されているものもある。
番組タイトル末尾の「☆」はTBSラジオ制作、「○」は文化放送制作、「◇」はニッポン放送制作を表す。
太字は基本生放送番組。

## 放送中の番組
- 2025年4月時点。
- 放送時間:
  - 月曜日 - 金曜日：5:15を1日の基点とした24時間放送（5:13にオープニングを放送）
  - 土曜日：4:40を1日の基点とした24時間放送（4:38にオープニングを放送）
  - 日曜日：基点4:30（4:28にオープニングを放送） - 月曜日1:30まで。月曜日1:30-4:14は放送休止。休止当該時間帯は試験電波用フィラーとしてクラシックやイージーリスニングの音楽を放送するが、日によってはメンテナンスに伴う停波か無変調が生じる。

### 平日
| 時                                                       | 月曜日                                                                                              | 火曜日 | 水曜日 | 木曜日 | 金曜日                                                                        |
| 5                                                        | （続き）明日への扉〜いのちのラジオ〜（ラジオ関西） ～未来へ向かって～栄光のレジェンド（ラジオ関西） | （続き）Mタウン/NAOTOの月イチな音（月1回）                                                                     | （続き）Mラジ Music Treasures                                                                                                 | （続き）Mラジ Music Treasures | （続き）Mラジ Music Treasures                                                 |
| 5                                                        | 5:15 モーニングマーケット                                                                           | | | |                                                                               |
| 5                                                        | 5:45 心のともしび                                                                                   | | | |                                                                               |
| 5                                                        | 5:50 立命館 presents Social Impact Academy                                                          | | | |                                                                               |
| 6                                                        | 6:00 上泉雄一のええなぁ! ▽7:24 羽田美智子のいってらっしゃい◇                                        | 6:00 上泉雄一のええなぁ! ▽7:24 羽田美智子のいってらっしゃい◇                                                   | 6:00 上泉雄一のええなぁ! ▽7:24 羽田美智子のいってらっしゃい◇                                                                  | 6:00 上泉雄一のええなぁ! ▽7:24 羽田美智子のいってらっしゃい◇                                                                       | 6:00 上泉雄一のええなぁ! ▽7:24 羽田美智子のいってらっしゃい◇                  |
| 7                                                        | 6:00 上泉雄一のええなぁ! ▽7:24 羽田美智子のいってらっしゃい◇                                        | 6:00 上泉雄一のええなぁ! ▽7:24 羽田美智子のいってらっしゃい◇                                                   | 6:00 上泉雄一のええなぁ! ▽7:24 羽田美智子のいってらっしゃい◇                                                                  | 6:00 上泉雄一のええなぁ! ▽7:24 羽田美智子のいってらっしゃい◇                                                                       | 6:00 上泉雄一のええなぁ! ▽7:24 羽田美智子のいってらっしゃい◇                  |
| 8                                                        | 8:00 ヤマヒロのぴかッとモーニング                                                                   | 8:00 ヤマヒロのぴかッとモーニング                                                                              | 8:00 ヤマヒロのぴかッとモーニング                                                                                             | 8:00 ヤマヒロのぴかッとモーニング                                                                                                  | 8:00 ヤマヒロのぴかッとモーニング                                             |
| 9                                                        | 8:00 ヤマヒロのぴかッとモーニング                                                                   | 8:00 ヤマヒロのぴかッとモーニング                                                                              | 8:00 ヤマヒロのぴかッとモーニング                                                                                             | 8:00 ヤマヒロのぴかッとモーニング                                                                                                  | 8:00 ヤマヒロのぴかッとモーニング                                             |
| 10                                                       | 10:00 松井愛のすこ〜し愛して♥                                                                       | 10:00 松井愛のすこ〜し愛して♥                                                                                  | 10:00 松井愛のすこ〜し愛して♥                                                                                                 | 10:00 松井愛のすこ〜し愛して♥ | 10:00 松井愛のすこ〜し愛して♥                                                 |
| 11                                                       | 10:00 松井愛のすこ〜し愛して♥                                                                       | 10:00 松井愛のすこ〜し愛して♥                                                                                  | 10:00 松井愛のすこ〜し愛して♥                                                                                                 | 10:00 松井愛のすこ〜し愛して♥ | 10:00 松井愛のすこ〜し愛して♥                                                 |
| 12                                                       | 12:00 こんちわコンちゃんお昼ですょ!                                                                 | 12:00 こんちわコンちゃんお昼ですょ!                                                                            | 12:00 こんちわコンちゃんお昼ですょ!                                                                                           | 12:00 こんちわコンちゃんお昼ですょ!                                                                                                | 12:00 こんちわコンちゃんお昼ですょ!                                           |
| 13                                                       | 12:00 こんちわコンちゃんお昼ですょ!                                                                 | 12:00 こんちわコンちゃんお昼ですょ!                                                                            | 12:00 こんちわコンちゃんお昼ですょ!                                                                                           | 12:00 こんちわコンちゃんお昼ですょ!                                                                                                | 12:00 こんちわコンちゃんお昼ですょ!                                           |
| 14                                                       | 12:00 こんちわコンちゃんお昼ですょ!                                                                 | 12:00 こんちわコンちゃんお昼ですょ!                                                                            | 12:00 こんちわコンちゃんお昼ですょ!                                                                                           | 12:00 こんちわコンちゃんお昼ですょ!                                                                                                | 12:00 こんちわコンちゃんお昼ですょ!                                           |
| 15                                                       | 15:00 夕方もポチっとMラジ                                                                           | 15:00 夕方もポチっとMラジ                                                                                      | 15:00 夕方もポチっとMラジ | 15:00 夕方もポチっとMラジ | 15:00 夕方もポチっとMラジ                                                     |
| 15                                                       | 金村義明の ええかげんにせぇ〜! ▽17:30 ネットワークトゥデイ                                          | 森たけしのスカタンラジオ ▽17:30 ネットワークトゥデイ ▽17:43 ボートレース住之江ガイド/地震防災メモ/気象一口メモ | メッセンジャーあいはらの Youはこれから! ▽17:30 ネットワークトゥデイ ▽17:43 ボートレース住之江ガイド/地震防災メモ/気象一口メモ | ミッツ・マングローブのOSAKA・ん!メガミックス ▽17:30 ネットワークトゥデイ ▽17:43 ボートレース住之江ガイド/地震防災メモ/気象一口メモ | 福島のぶひろの いんじゃない? ▽16:52 朗読のヒロバ☆ ▽17:30 ネットワークトゥデイ |
| 16                                                       | 金村義明の ええかげんにせぇ〜! ▽17:30 ネットワークトゥデイ                                          | 森たけしのスカタンラジオ ▽17:30 ネットワークトゥデイ ▽17:43 ボートレース住之江ガイド/地震防災メモ/気象一口メモ | メッセンジャーあいはらの Youはこれから! ▽17:30 ネットワークトゥデイ ▽17:43 ボートレース住之江ガイド/地震防災メモ/気象一口メモ | ミッツ・マングローブのOSAKA・ん!メガミックス ▽17:30 ネットワークトゥデイ ▽17:43 ボートレース住之江ガイド/地震防災メモ/気象一口メモ | 福島のぶひろの いんじゃない? ▽16:52 朗読のヒロバ☆ ▽17:30 ネットワークトゥデイ |
| 17                                                       | 金村義明の ええかげんにせぇ〜! ▽17:30 ネットワークトゥデイ                                          | 森たけしのスカタンラジオ ▽17:30 ネットワークトゥデイ ▽17:43 ボートレース住之江ガイド/地震防災メモ/気象一口メモ | メッセンジャーあいはらの Youはこれから! ▽17:30 ネットワークトゥデイ ▽17:43 ボートレース住之江ガイド/地震防災メモ/気象一口メモ | ミッツ・マングローブのOSAKA・ん!メガミックス ▽17:30 ネットワークトゥデイ ▽17:43 ボートレース住之江ガイド/地震防災メモ/気象一口メモ | 福島のぶひろの いんじゃない? ▽16:52 朗読のヒロバ☆ ▽17:30 ネットワークトゥデイ |
| 17:43 ボートレース住之江ガイド 地震防災メモ/気象一口メモ | 17:43 ボートレース住之江ガイド 地震防災メモ/気象一口メモ                                            | 森たけしのスカタンラジオ ▽17:30 ネットワークトゥデイ ▽17:43 ボートレース住之江ガイド/地震防災メモ/気象一口メモ | メッセンジャーあいはらの Youはこれから! ▽17:30 ネットワークトゥデイ ▽17:43 ボートレース住之江ガイド/地震防災メモ/気象一口メモ | ミッツ・マングローブのOSAKA・ん!メガミックス ▽17:30 ネットワークトゥデイ ▽17:43 ボートレース住之江ガイド/地震防災メモ/気象一口メモ |                                                                               |
| 17:45 池内ヨシカツ our sound                             | 17:45 Mラジこどもスマイル!                                                                          | 森たけしのスカタンラジオ ▽17:30 ネットワークトゥデイ ▽17:43 ボートレース住之江ガイド/地震防災メモ/気象一口メモ | メッセンジャーあいはらの Youはこれから! ▽17:30 ネットワークトゥデイ ▽17:43 ボートレース住之江ガイド/地震防災メモ/気象一口メモ | ミッツ・マングローブのOSAKA・ん!メガミックス ▽17:30 ネットワークトゥデイ ▽17:43 ボートレース住之江ガイド/地震防災メモ/気象一口メモ |                                                                               |
| 17:45 池内ヨシカツ our sound                             | 17:54 タイガース全力応援宣言 MBSベースボールパーク                                                  | | | |                                                                               |
| 18                                                       | 18:00 月曜の夜は想空のこどもわーるど                                                                | | | |                                                                               |
| 18                                                       | 18:30 となりの弁さん                                                                                | | | |                                                                               |
| 18                                                       | 18:45 茶屋町お天気部 空を見上げて                                                                   | | | |                                                                               |
| 19                                                       | 19:00 MBSマンデースペシャル 桂文枝の茶屋町ホテル（月1回） クリス松村のザ・ヒットスタジオ （月1回）  | | | |                                                                               |
| 20                                                       | 20:00 マンデースペシャル2 （厳選!月イチジャーナル（月1回）など）                                    | | | |                                                                               |
| 20                                                       | 20:55 MBSニュース・お天気のお知らせ                                                                 | | | |                                                                               |
| 21                                                       | 21:00 ばんぱく宣言                                                                                  | 21:00 MBSベースボールパークEXトラ!                                                                             | 21:00 MBSベースボールパークEXトラ!                                                                                            | 21:00 MBSベースボールパークEXトラ!                                                                                                 | 21:00 MBSベースボールパークEXトラ!                                            |
| 21                                                       | 21:30 コトノハ                                                                                      | 21:00 MBSベースボールパークEXトラ!                                                                             | 21:00 MBSベースボールパークEXトラ!                                                                                            | 21:00 MBSベースボールパークEXトラ!                                                                                                 | 21:00 MBSベースボールパークEXトラ!                                            |
| 21                                                       | 21:45 空飛ぶ劇団ラヂオ                                                                              | 21:00 MBSベースボールパークEXトラ!                                                                             | 21:00 MBSベースボールパークEXトラ!                                                                                            | 21:00 MBSベースボールパークEXトラ!                                                                                                 | 21:00 MBSベースボールパークEXトラ!                                            |
| 21                                                       | 21:55 MBSニュース・お天気のお知らせ                                                                 | | | |                                                                               |
| 22                                                       | 22:00 MBSヤングタウン                                                                               | 22:00 MBSヤングタウン                                                                                          | 22:00 MBSヤングタウン | 22:00 MBSヤングタウン | 22:00 MBSヤングタウン                                                         |
| 22                                                       | カベポスターのMBSヤングタウン                                                                       | オーイシマサヨシのMBSヤングタウン                                                                              | Aぇ!groupのMBSヤングタウン | AマッソのMBSヤングタウン | 伊原六花のMBSヤングタウン                                                     |
| 23                                                       | カベポスターのMBSヤングタウン                                                                       | オーイシマサヨシのMBSヤングタウン                                                                              | Aぇ!groupのMBSヤングタウン | AマッソのMBSヤングタウン | 23:00 ヤマヒロのぴかいちラジオ                                                |
| 23                                                       | 23:30 アッパレやってまーす!                                                                         | | | | 23:00 ヤマヒロのぴかいちラジオ                                                |
| 翌0                                                      | 0:00 押尾コータローの 押しても弾いても                                                              | | | |                                                                               |
| 翌0                                                      | 0:30 ごぶごぶラジオ                                                                                 | | | |                                                                               |
| 翌1                                                      | 1:00 MBSラジオドラマ「ハチワレパインの凡凡絵日記」                                                  | 1:00 イマドキッ ドゥフドゥフ90分                                                                               | 1:00 増田貴久・中丸雄一の ますまるらじお （P.増田貴久、中丸雄一）                                                             | 1:00 ゴチャ・まぜっ天国! |                                                                               |
| 翌1                                                      | 1:05 福山雅治と荘口彰久の 「地底人ラジオ」 （渋谷のラジオ）                                         | 1:00 イマドキッ ドゥフドゥフ90分                                                                               | 1:00 増田貴久・中丸雄一の ますまるらじお （P.増田貴久、中丸雄一）                                                             | 1:00 ゴチャ・まぜっ天国! |                                                                               |
| 翌1                                                      | 1:15 すっちーのよしもと新喜劇 陳情課                                                                | 1:00 イマドキッ ドゥフドゥフ90分                                                                               | 1:00 増田貴久・中丸雄一の ますまるらじお （P.増田貴久、中丸雄一）                                                             | 1:00 ゴチャ・まぜっ天国! |                                                                               |
| 翌1                                                      | 1:30 メゾン・ド・ミュージック                                                                       | 1:00 イマドキッ ドゥフドゥフ90分                                                                               | 1:30 オレたちゴチャ・まぜっ! 〜集まれヤンヤン 立志篇〜                                                                        | 1:30 ラランドニシダの実家には帰らない                                                                                              |                                                                               |
| 翌2                                                      | 1:30 メゾン・ド・ミュージック                                                                       | 1:00 イマドキッ ドゥフドゥフ90分                                                                               | 2:00 えびちゅう☆なんやねん | 2:00 Mラジ Music Treasures |                                                                               |
| 翌2                                                      | 2:35 Mタウン/ NAOTOの月イチな音（月1回）                                                            | 2:30 Mラジ Music Treasures                                                                                     | 2:30 Mラジ Music Treasures | 2:30 Mラジ Music Treasures |                                                                               |
| 翌3                                                      | 2:35 Mタウン/ NAOTOの月イチな音（月1回）                                                            | 2:30 Mラジ Music Treasures                                                                                     | 2:30 Mラジ Music Treasures | 2:30 Mラジ Music Treasures |                                                                               |
| 翌4                                                      | 2:35 Mタウン/ NAOTOの月イチな音（月1回）                                                            | 2:30 Mラジ Music Treasures                                                                                     | 2:30 Mラジ Music Treasures | 2:30 Mラジ Music Treasures |                                                                               |
| 4:40 今旬!いいもの百貨店                                 | 2:35 Mタウン/ NAOTOの月イチな音（月1回）                                                            | 2:30 Mラジ Music Treasures                                                                                     | 2:30 Mラジ Music Treasures | 2:30 Mラジ Music Treasures |                                                                               |
| 4:55 心のともしび                                        | 2:35 Mタウン/ NAOTOの月イチな音（月1回）                                                            | 2:30 Mラジ Music Treasures                                                                                     | 2:30 Mラジ Music Treasures | 2:30 Mラジ Music Treasures |                                                                               |

### 週末
| 時                                                                                              | 土曜日 | 日曜日 |
| 5                                                                                               | 5:00 575で生き方再発見 まるっと!しあわせ川柳 （P.水野晶子、東村雅夫（まるむし商店））                                  | 5:00 まいどあり〜。                                                                                          |
| 5                                                                                               | 5:00 575で生き方再発見 まるっと!しあわせ川柳 （P.水野晶子、東村雅夫（まるむし商店））                                  | 5:15 小倉・IMALUの○○玉手箱                                                                                   |
| 5                                                                                               | 5:30 上野誠の万葉歌ごよみ（P.上野誠、上田悦子）                                                                        | 5:30 浜村淳の歌の宝石箱                                                                                      |
| 5                                                                                               | 5:45 小倉・IMALUの○○玉手箱                                                                                             | 5:30 浜村淳の歌の宝石箱                                                                                      |
| 6                                                                                               | 6:00 かめばかむほど亀井希生です!                                                                                       | 6:00 1万年堂出版の時間                                                                                       |
| 6                                                                                               | 6:00 かめばかむほど亀井希生です!                                                                                       | 6:15 MBSニュース・お天気のお知らせ                                                                           |
| 6                                                                                               | 6:00 かめばかむほど亀井希生です!                                                                                       | 6:20 河谷麻瑚の Sunday Morning Shot!                                                                         |
| 6                                                                                               | 6:00 かめばかむほど亀井希生です!                                                                                       | 6:50 相川圭子 幸せへのメッセージ☆                                                                            |
| 7                                                                                               | 6:00 かめばかむほど亀井希生です!                                                                                       | 7:00 ヤマヒロのお寺さんSUNモーニング                                                                         |
| 7                                                                                               | 6:00 かめばかむほど亀井希生です!                                                                                       | 7:20 のぶりんのあつあつふうふう                                                                              |
| 7                                                                                               | 7:30 関宏美のラジオベジタ〜あなたと野菜と音楽と〜                                                                      | |
| 7                                                                                               | 7:59 MBS交通情報 | |
| 8                                                                                               | 8:00 ありがとう浜村淳です土曜日です                                                                                    | 8:00 ONE-J ☆ ▽ 8:55 MBSニュース・交通情報                                                                    |
| 9                                                                                               | 8:00 ありがとう浜村淳です土曜日です                                                                                    | 8:00 ONE-J ☆ ▽ 8:55 MBSニュース・交通情報                                                                    |
| 10                                                                                              | 8:00 ありがとう浜村淳です土曜日です                                                                                    | 10:00 日曜コンちゃん おはようさん                                                                            |
| 10                                                                                              | 8:00 ありがとう浜村淳です土曜日です                                                                                    | 10:30 日本一明るい経済電波新聞                                                                               |
| 10                                                                                              | 8:00 ありがとう浜村淳です土曜日です                                                                                    | 10:59 お天気のお知らせ                                                                                       |
| 11                                                                                              | 8:00 ありがとう浜村淳です土曜日です                                                                                    | 11:00 サンデーライブ ゴエでSHOW!                                                                             |
| 11                                                                                              | 11:30 それゆけ!メッセンジャー                                                                                          | 11:00 サンデーライブ ゴエでSHOW!                                                                             |
| 12                                                                                              | | 11:00 サンデーライブ ゴエでSHOW!                                                                             |
| 12:45 イマドキショッピング                                                                      | | |
| 12:55 MBSニュース・交通情報・お天気のお知らせ                                                   | | |
| 13                                                                                              | 13:00 ますます!ハイヒール                                                                                              | 13:00 GOGO競馬サンデー!                                                                                      |
| 13                                                                                              | 13:50 豊永真琴のMBSミュージックパーク                                                                                  | 13:00 GOGO競馬サンデー!                                                                                      |
| 14                                                                                              | | 13:00 GOGO競馬サンデー!                                                                                      |
| 15                                                                                              | | 13:00 GOGO競馬サンデー!                                                                                      |
| 16                                                                                              | | 13:00 GOGO競馬サンデー!                                                                                      |
| 16:30 TOROMI RADIO                                                                              | | |
| 17                                                                                              | 17:00 納得!お得!ラジオショッピング                                                                                     | |
| 17                                                                                              | 17:14 お天気のお知らせ                                                                                                 | |
| 17                                                                                              | 17:15 ネットワーク1・17                                                                                                | |
| 17                                                                                              | 17:40 ウィークエンドネットワーク（※自社製作Ver.）                                                                      | 17:40 MBSニュース                                                                                            |
| 17                                                                                              | 17:43 ボートレース住之江ガイド・地震防災メモ/気象一口メモ                                                              | |
| 17                                                                                              | 17:45 こども音楽コンクール                                                                                             | 17:45 人生という宝物（P.柏木宏之、中倉真梨子）                                                               |
| 17                                                                                              | 17:59 タイガース全力応援宣言 MBSベースボールパーク 中継しない場合は『豊永真琴のMBSミュージックパーク延長SP』などを放送 | 17:59 タイガース全力応援宣言 MBSベースボールパーク 中継しない場合は『MBSベースボールパーク番外編』などを放送 |
| 18                                                                                              | 17:59 タイガース全力応援宣言 MBSベースボールパーク 中継しない場合は『豊永真琴のMBSミュージックパーク延長SP』などを放送 | 17:59 タイガース全力応援宣言 MBSベースボールパーク 中継しない場合は『MBSベースボールパーク番外編』などを放送 |
| 19                                                                                              | 17:59 タイガース全力応援宣言 MBSベースボールパーク 中継しない場合は『豊永真琴のMBSミュージックパーク延長SP』などを放送 | 17:59 タイガース全力応援宣言 MBSベースボールパーク 中継しない場合は『MBSベースボールパーク番外編』などを放送 |
| 20                                                                                              | 17:59 タイガース全力応援宣言 MBSベースボールパーク 中継しない場合は『豊永真琴のMBSミュージックパーク延長SP』などを放送 | 17:59 タイガース全力応援宣言 MBSベースボールパーク 中継しない場合は『MBSベースボールパーク番外編』などを放送 |
| 21                                                                                              | 21:00 竹内弘一のいつもおおきに!                                                                                        | 21:00 西乃風ブラン堂ラジオ                                                                                   |
| 21                                                                                              | 21:30 NMB48のTEPPENラジオ                                                                                              | 21:30 関口まいと梶浦梶子のサクッとラジオ                                                                     |
| 21                                                                                              | 21:45 トキトケトーク                                                                                                   | 21:30 関口まいと梶浦梶子のサクッとラジオ                                                                     |
| 22                                                                                              | 22:00 MBSヤングタウン                                                                                                  | 22:00 MBSヤングタウン                                                                                        |
| 22                                                                                              | MBSヤングタウン土曜日                                                                                                  | MBSヤングタウン日曜日                                                                                        |
| 23                                                                                              | MBSヤングタウン土曜日                                                                                                  | MBSヤングタウン日曜日                                                                                        |
| 23:30 ヤバイTシャツ屋さんのA Music Chance                                                       | 23:30 イマドキッ キャンパスナイト                                                                                      | |
| 翌0                                                                                             | 0:00 アッパレやってまーす!〜土曜日です〜                                                                               | 0:00 松原タニシの恐味津々                                                                                    |
| 翌0                                                                                             | 0:00 アッパレやってまーす!〜土曜日です〜                                                                               | 0:30 DJ KO-TAROの＋musicレディオ                                                                             |
| 翌1                                                                                             | 0:00 アッパレやってまーす!〜土曜日です〜                                                                               | 1:00 まいどおおきに!!Appare!でーす!                                                                          |
| 翌1                                                                                             | 1:30 オレたちゴチャ・まぜっ!〜集まれヤンヤン〜                                                                         | （1:30 - 4:14）放送休止                                                                                      |
| 翌2                                                                                             | 1:30 オレたちゴチャ・まぜっ!〜集まれヤンヤン〜                                                                         | （1:30 - 4:14）放送休止                                                                                      |
| 翌3                                                                                             | 1:30 オレたちゴチャ・まぜっ!〜集まれヤンヤン〜                                                                         | （1:30 - 4:14）放送休止                                                                                      |
| 翌4                                                                                             | 1:30 オレたちゴチャ・まぜっ!〜集まれヤンヤン〜                                                                         | （1:30 - 4:14）放送休止                                                                                      |
| 4:14 ラジオガイド                                                                               | 1:30 オレたちゴチャ・まぜっ!〜集まれヤンヤン〜                                                                         | |
| 4:15 明日への扉〜いのちのラジオ〜（ラジオ関西）～未来へ向かって～栄光のレジェンド（ラジオ関西） | 1:30 オレたちゴチャ・まぜっ!〜集まれヤンヤン〜                                                                         | |
| 4:28 ラジオガイド                                                                               | | |
| 4:30 大山慎介のみんなの北海道2100                                                               | | |

## 期間限定・不定期放送番組
- MBSベースボールパーク
- 選抜高等学校野球大会実況中継（現在は決勝のみ中継）
- ボートレース住之江実況中継
- 毎日カルチャースペシャル ラジオウォーク（毎年2月11日=原則として）
- ニュースタックル（毎年12月31日に放送される1年間のニュースを振り返る報道番組）
- 北野誠の茶屋町怪談
- ナジャ・グランディーバのレツゴーサタデー（ナイターシーズンのみ、ナイター放送予定のない土曜19:00 - 21:00に不定期放送。ナイターオフシーズンは『-レツゴーフライデー』として定期放送）
- ギャロップの「ぎゃ」（ナイター放送予定のない日曜19:00 - 21:00に不定期放送。）
- 中西正男のエラいすんまへん…。

下記はナイターオフシーズンの番組
- 裏方兼聞ROCK![7]（ナイターオフのみ）
- オンラジ!（ナイターオフのみ）
- MBSヤングタウンNEXT[8]（ナイターオフのみ、ナイターシーズンではナイター放送予定のない日曜20:00 - 21:00に不定期放送。）
- サンデースペシャル（ナイターオフのみ）
- with Tigers MBSベースボールパーク みんなでホームイン!（ナイターオフのみ）

## 放送を終了した番組

### 平日
平日明け方
- 早起きラジオMBS（2002年10月7日 - 2005年4月1日、4:00 - 6:00）
- モーニングミックス（2008年10月 - 2014年9月）
- 朝いちばん!豊島美雪です（2005年4月1日 - 2009年4月3日、4:30 - 6:00）
- ダイヤル1210→あなたのダイヤル1210（1966年4月11日 - 1973年4月15日）
- 歌謡曲でスタート（1970年10月5日 - 1971年8月31日、5:10 - 5:40）
- 毎日放送一番鶏（1973年4月16日 - 1974年4月7日）
- なつメロ歳時記（1974年4月8日 - 1975年4月5日、5:00 - 5:05）
- おはよう歌謡曲（1986年10月6日 - 1990年4月7日、5:00 - 5:15）
- はやおきメロディーMBS
- あさいちラジオ（2001年4月2日 - 2001年9月28日、5:30 - 6:30）
- レイディオ・ゴー!（2019年7月1日 -　2021年10月1日、5:00 - 6:00）
- Mラジ MORNING MUSIC（2021年10月4日 - 2022年4月1日、5:00 - 5:15）

平日朝
- お早う1210（1966年4月11日 - 1967年9月30日、6:30 - 7:15）
- ノック・フック・パンチのお早よう漫画（1966年10月3日 - 1968年6月3日、7:20 - 7:35）
- すっとんトリオのお早よう漫画（1968年6月4日 - 1968年6月29日、7:20 - 7:35）
- お早うダイワボウです〜お早う浜村淳です〜（1969年2月1日 - 1970年3月13日、7:20 - 7:25）
- ラジオリビング〜おはよう田中美紀です〜（1975年4月7日 - 1975年10月3日、6:15 - 6:45）
- お早う6時半です（1969年10月1日 - 1970年4月11日、6:30 - 6:40）
- おはようリスナー阪本時彦です（1972年4月10日 - 1974年4月5日、6:15 - 9:00→7:00 - 9:00）
- ニイハオ!仁鶴（1973年4月16日 - 1974年4月5日、6:35 - 7:00）
- ハッピー仁鶴（1974年4月8日 - 1975年4月4日、7:20 - 7:45）
- 千里万里のさわやか歌謡曲（1974年4月8日 - 1975年1月17日、6:20 - 6:50）
- 毎日放送ラジオ朝市（1975年10月 - 1977年4月1日、6:15 - 6:50）
- 今朝の焦点（1975年10月6日 - 1985年5月4日、、7:00 - 7:15）
- 斎藤努の700・松井昭憲の700（1975年11月3日 - 1976年4月2日）
- ペンギンタイム〜おはようサンスタ一〜（1976年4月5日 - 1986年10月3日）
- おはよう!浜渦章盛です（1977年4月4日 - 1979年3月30日、6:30 - 7:35）
- 6時半です おはようコンちゃん!（1979年4月2日 - 1982年4月2日、6:30 - 7:35）
- おはよう上田彰です（1982年4月5日 - 1983年10月7日、6:30 - 7:35）
- おはようMBS→おはよう川村龍一です（1983年10月10日 - 2002年10月4日、6:30 - 7:40→6:30 - 8:00→5:10 - 6:45→5:00 - 6:45）
- 朝はトコトン菊水丸（2001年10月1日 - 2003年9月26日、6:45 - 7:45→6:00 - 7:45）
- おはようSUNSUN原田伸郎（2003年9月29日 - 2005年4月1日、6:00 - 7:45）
- はやみみラジオ!水野晶子です（2005年4月4日 - 2008年3月28日、6:00 - 7:45）
- 子守康範 朝からてんコモリ!（2008年3月31日 - 2021年10月1日、6:00 - 8:00）
- MBSセスナ情報 空からお早よう（1968年9月2日 - 、8:40 - ）
- MBSスカイレーダー モーニングセスナ情報（1971年5月1日 - 1972年4月8日、8:00 - 9:00）
- ありがとう浜村淳です（1974年4月8日 - 2024年3月29日）

平日昼前
- 花王奥さま寄席（1970年10月1日 - 1971年1月30日、9:30 - 10:30、土曜日も放送）
- 奥様百科（1969年10月27日 - 1971年12月31日、10:15 - 10:20、土曜日も放送）
- ごめんやす馬場章夫です（1972年10月9日 - 2003年9月26日、9:00 - 11:00→10:00 - 12:00→10:00 - 12:30→10:30 - 12:30）
- さてはトコトン菊水丸（1999年5月22日 - 2009年3月27日、10:30 - 12:30）
- MBS歌謡バラエティ トリオでごきげんサン・歌と笑いでまかしとき（11:30 - 13:00）
- ホットのしゃべって当てまショー!（1975年12月1日 - 1997年9月）

平日昼過ぎ
- 月亭可朝のおひるの歌謡曲（1971年3月1日 - 1971年6月5日、12:50 - 13:00、土曜日も放送）
- 露の五郎のおひるの歌謡曲（1971年6月7日 - 1972年4月8日、12:50 - 13:00、土曜日も放送）
- ジャスト歌謡タイム〜キャップ一杯コンテストコンテスト（1976年11月15日 - 1977年2月25日、12:20 - 12:30）
- 花月爆笑ひる席（1976年4月6日 - 1976年10月1日）
- グアムグアムリクエスト（略称：ガムリク、1970年4月7日 - 1980年4月1日）
- やる気満々高梨欣也です・藤本永治です（1979年10月8日 - 1981年8月28日、12:15 - 16:25）
- こちらベスト歌謡曲（1981年9月2日 - 1984年9月5日、12:15 -　15:00→12:15 - 14:00）
- それゆけ!（1983年10月14日 - 1994年10月7日、月 - 木 12:00 - 14:00・金 12:00 - 16:00）
- すみからすみまで愛なのね（1994年10月10日 - 1997年10月2日、月 - 木 12:00 - 14:00）
- すみから（1997年10月6日 - 2000年3月、月 - 木 12:00 - 14:00）
- ハートをキャッチ（2000年4月 - 9月、月 - 木 12:00 - 14:00）
- ○曜 昼なら ○○○○（2000年10月2日 - 2002年3月、月 - 木 12:00 - 14:00。月曜日から木曜日の日替わりパーソナリティによってタイトルが変わる）
- とびだせカージオ1210（13:30 - 14:00）
- ごきげんさん!2時です（1983年4月11日 - 1984年3月22日、14:00 - 16:00）
- すみからすみまで角淳一です（1984年4月9日 - 1994年10月7日、1997年10月6日 - 1999年9月、14:00 - 16:00）
- なにはなくとも野村啓司です（1994年10月10日 - 1997年10月2日、14:00 - 16:00）
- すみまで（1999年10月 - 2000年3月、14:00 - 16:00）
- お茶しましょ（2000年4月 - 9月28日、14:00 - 16:00）
- こんちわコンちゃん2時ですょ!（2000年10月2日 - 2001年9月27日、14:00 - 16:00）

平日夕方
- こちらMBSニュースセンター（1967年4月10日 - 1973年、15:00 - 15:15）
- MBSセスナフライングスタジオ（1969年5月12日 - 1970年4月3日、15:15 - 16:00・16:05 - 16:50）
- ごきげんさん!3時です（1981年9月2日 - 1983年4月8日、15:00 - 16:30）
- 程さんの料理程国（1986年10月13日 - 1986年12月31日、15:50 - 16:00）
- いすゞハイウェイダイヤル
- 歌うハイウェイ〜5時になったら〜
- ニュースパーソナリティ（1972年11月1日 - 1973年4月14日、土曜日も放送）[9]
- 毎日ワイドニュース（1973年4月9日 - 1975年3月29日、土曜日も放送）[9]
- 諸口あきらの野放しジョッキー（1974年4月8日 - 1978年9月29日）
- 毎日放送ラジオ大通り→時さんのラジオ大通り（1975年4月7日 - 1979年10月5日、15:30 - 17:20→15:00 - 17:48→15:00 - 16:00）
- 宮川敦雄の経済情報（ - 1976年4月2日、17:48 - ）
- ホットラインMBS（? - 1984年10月 17:30 - 18:00→17:15 - 17:45）
- MBSイブニングレーダー→諸口あきらのイブニングレーダー（1984年10月8日 - 2002年3月21日、16:45 - 17:40→16:00 - 17:43→16:00 - 17:38→15:30 - 17:38）
- 情報ラヂオ・スパイス!（2002年4月8日 - 2002年12月30日、15:30 - 17:33）
- MBSニュースワイドアングル（2003年1月6日 - 2005年3月22日、16:00 - 17:33→16:00 - 17:30）
- ノムラでノムラだ♪→ノムラでノムラだ♪ EXトラ!（2005年4月4日 - 2015年3月26日）
- 茶屋町ヤマヒロ会議（2014年4月6日 - 2021年3月28日（第1期）、2021年10月7日 - 2024年3月28日（第2期））

平日夜（ナイターオフ）
- ハローMBS 30秒リクエスト（1969年10月6日 - 1970年4月11日）
- テレフォン ばらえ亭（1971年10月4日 - 1972年3月24日）
- がっぷりトーク・ニューピープル（1972年10月 - ）
- 歌はこころ〜懐かしのメロディー（1973年10月8日 - 1974年4月5日）
- 問答有用（1975年10月6日 - 1976年3月25日、19:00 - 20:00）
- ほんまか 電話リクエスト（1976年10月4日 - 1977年4月1日、19:30 - 21:20）
- きき放題歌謡曲 花の浪華の五人衆（1977年10月3日 - 1978年3月30日、19:00 - 20:00）
- ミュージックマガジン1180 → MBSミュージックマガジン（1977年10月3日 - 1982年4月2日、20:00 - 21:30→20:00 - 21:00）
- スタジオ・セブン・セブン（1978年10月2日 - 1979年3月30日、19:00 - 19:45）
- ラジオマガジン（1979年10月8日 - 1980年4月4日、19:00 - 20:00・1980年10月6日 - 1981年4月3日、18:45 - 19:30）
- 桂枝雀のふるさとあちこち耳散歩（1981年10月5日 - 1982年4月2日、18:30 - 18:40）
- トーク最前線（1981年10月5日 - 1982年4月2日、19:00 - 19:30）
- MBS電話リクエスト ザ・ヒットナウ20（1982年10月4日 - 1983年4月8日、20:00 - 21:50）
- でんわ大好きKYU-KAN-CHO（1983年10月10日 - 1987年4月2日）
- ホームラン歌謡劇場（1984年10月8日 - 1985年4月5日）
- じす・いず・枝雀（(1985年10月7日 - 1986年4月3日）
- ミリカミュージックタイム（1985年10月14日 - 1986年10月3日、21:15 - 21:20 → 21:50 - 22:00）
- 今夜もよろしく（1987年10月12日 - 1988年4月7日、1988年10月10日 - 1989年4月7日）
- 青ちゃんのほかほかミュージック（1989年10月11日 - 1990年4月6日、19:00 - 19:10）
- 気分はアクティブ!!（1989年10月11日 - 1990年4月、20:00 - 21:20）
- 浜村淳のドラマチック飛鳥（1989年10月11日 - 1990年4月5日、21:20 - 21:30）
- ぶえなす・のーちぇす枝雀（1990年10月8日 - 、18:30 - 18:40）
- ザ・Mゾーン（1990年10月8日 - ）
- MBSミュージックタウン（1992年10月 - 1993年3月、19:30 - 22:00）
- 毎日放送ダイナミックナイター ザ・オフ
- ミュージックスタジアム9
- ちゃちゃちゃQ（1994年10月 - 1995年3月）
- おおきに!桂坊枝です（1997年10月 - ）
- おやじでスイマセン（1999年10月 - ）
- +M（2001年 - 2003年）
- 茶屋町音楽アワー（2003年ナイターオフ）
- 上泉雄一の発信!UWAらじお（2006年10月3日 - 2008年3月）
- MBSどっと!アナ（2007年、放送時間は該当項参照）
- 上泉雄一のFANFANレディオ(2008年9月 - 2009年4月2日)
- MBS開局60周年アワー 音楽の時間ですょ 目指せ1179曲てアンタ!?（2010年10月12日 - 2011年3月22日）
- MBSたびぐみ とっておき旅ラジオ
- 情報どっか〜んライブ!ホームランラジオ（2011年10月25日 - 2012年3月29日、18:30 - 21:00）
- with…夜はラジオと決めてます（2012年10月2日 - 2013年3月28日）
- 茶屋町プレミアムナイト
- ニュースターラジオ（2015年10月6日 - 2016年3月24日）
- スマラジW（2016年10月4日 - 2017年3月30日）
- MBSヨル隊（2017年10月5日 - 2021年3月25日）
- メッセンジャー黒田のチラシダス（2021 - 2022年ナイターオフ 火（2021年）水（2022年）18:00 - 20:00）
- 西靖・谷口キヨコのもっと聴きたい!水曜日 （2021年ナイターオフ 水 18:00 - 20:00）
- 西靖・谷口キヨコのもっと聴きたい!火曜日（2022年ナイターオフ 火 18:00 - 20:00）
- 夕凪カベポスター（ 2022年ナイターオフ 木 18:00 - 20:00 → 2023年ナイターイン第1日曜 18:00 - 20:00）
- 不惑のMラジ
  - ギャロップの「ぎゃ」
  - 中西正男のエラいすんまへん…。
  - ミッツ・マングローブのかしこラジオ（2023年11月9日 - 2024年3月28日）

平日夜
- オレたちやってま〜す
- MBSナイトアングル （2003年4月 - 2005年3月31日、21:00 - 21:30）
- ナニワ音楽ショウ （2002年10月 - 2008年3月27日）※一部は単独番組で継続。
  - 月「大西ユカリの新世界」
  - 火「桑名正博のセクシャルMo-Janナイト」
  - 水「押尾コータローの押しても弾いても」
  - 木「いきなりフットボールアワー」
- MBSニュースレーダー（2008年3月31日 - 2009年10月2日）
- RadioNews たね蒔きジャーナル（2009年10月5日 - 2012年9月29日、21:00 - 22:00）
- フラワーポップス（1967年10月2日 - 1968年5月4日、22:10 - 22:20）
- 北山修の10分ジョッキー（ 1970年10月11日 - 1971年4月3日、22:20 - 22:30）
- 二郎のヤングジョッキー （1971年4月5日 - 1972年3月14日、22:20 - 22:30）
- 丹頂ヤングチャレンジ（1968年3月11日 - 1968年6月8日、22:50 - 23:00、土曜日も放送）
- MBSサウンドキングダム （2008年3月31日 - 2009年4月2日、22:00 - 3:00）
- MBSうたぐみ Smile×Songs（2009年4月6日 - 2014年3月26日）
- トリスナイトキャップ （1959年3月 - 、23:10 - 23:30）
- ヤンタン パートII こんばんはコンちゃんです（1976年4月5日 - 1977年3月31日、23:40 - 0:25）
- MBSニュース最終便（2005年4月 - 2008年3月28日、23:55 - 0:00）
- ニュースなラヂオ （2018年4月 - 2022年3月、毎月第1月曜 20:00 - 20:55）
- 成毛眞のラジオ（ - 2022年9月26日、月 18:45 - 19:00）
- 反田恭平 Growing Sonority（2021年4月5日 - 2024年3月25日）
- 週刊ヤングフライデー（	2016年4月1日 - 2024年3月29日）

平日深夜
- GO! GO! MBS（1969年4月14日 - 1970年6月30日、1時台の30分番組）
- MBSチャチャヤング（1970年7月1日 - 1972年9月30日、1974年4月8日 - 1974年10月4日）
- MBSサンライズコール（1970年7月1日 - 1971年3月31日）
- うしみつサウンドスペシャル（1973年4月16日 - 1974年4月5日、1:15 - 3:00）
- MBSミッドナイトジョッキー（1976年4月5日 - 1977年4月1日、1:50 - 3:00）
- 飛び出せ!ニューミュージック（1976年8月2日 - 1978年3月25日）
- ミッチィの独り言倶楽部（1977年 - 1991年）
- 真夜中の文珍（ - 1979年3月30日、2:00 - 3:00）
- HAND IN HAND 〜ミッドナイトパーティー〜（1979年4月3日 - 1982年4月3日、2:00 - 3:00→1:30 - 2:30）
- ミュージックビーコン（1982年4月5日 - 1982年10月1日、1:30 - 2:30）
- MBSミスキャンパスDJ（1982年10月4日 - 1986年4月4日、1:30 - 2:30→1:20 - 2:20）
- 真夜中のなか（1986年4月7日 ‐ 1987年4月2日、1:20 - 2:30）
- YONG TOWN MUSIC ZONE THE REQEST（1987年4月6日 ‐ 1990年4月5日、0:30 - 2:30→0:45 - 2:30）
- ぱんげあクラブ（1990年4月9日 - 1992年10月2日、0:00 - 3:00）
- ヤンタンミュージックネトランジェ（1992年10月5日 - 1995年3月、0:30 - 3:00）
- 晩晩五星（ばんばんいつつぼし）（1995年4月 - 10月6日、1:00 - 3:00）
- XXX//x（1999年10月 - 2001年3月、0:00 - 3:00→0:00 - 2:00）
- オレたちXXXやってま〜すNEXT]（2000年4月4日 - 2001年3月31日、2:00 - 3:00）
- AM808。マジっすよ!（2001年4月3日 - 2002年3月28日、0:00 - 2:00）
- オレたちもっとやってま〜す（2001年4月3日 - 2002年3月29日、2:00 - 3:00）
- B（2002年4月2日 ‐ 10月3日、0:00 - 2:00）
- S（2002年4月2日 ‐ 2004年3月、2:00 - 4:50→0:00 - 4:00→0:00 - 3:00）
- ゴーゴーモンキーズ（2004年4月 - 2006年3月）
- MBSサウンドパークス（2003年‐2004年9月24日、3:00 - 4:00）
- MBS夜な夜な倶楽部（2004年4月 - 2005年4月1日、1:00 - 3:00→1:00 - 4:00）
- ラジオの達人（2005年4月 - 2008年3月28日、 1:00 - 3:30→2:00 - 3:30→1:30 - 3:30→ 1:00 - 3:30）
  - 火=「増井孝子の朝までいっしょ。」
  - 水=「阪本時彦の出番のTOKIです」
  - 木=「水谷ひろしの夜はこれから」
  - 金=「馬場章夫のぼらぼら放送局」
- ゴチャ2!（2006年4月4日 - 9月29日、火 - 金 1:00 - 1:30）
- ぷらっと☆ホーム（2006年10月3日 - 2007年9月28日、1:00 - 1:30）
- やきぐりバンバン（2009年4月22日 - 2009年10月31日、火 - 金 0:30 - 1:00）
- MBSサウンドキングダムDEEP（2008年3月31日 - 2009年4月2日、1:05 - 3:00）
- よしもとオンライン大阪 よしもと○○同好会（2009年4月14日 - 2010年4月3日、1:00 - 2:00）
- うたバッカ（2014年4月2日 - 2016年9月23日）
- ザ・ヒットスタジオ（2011年10月30日 - 2021年9月30日）
- あどりぶラヂオ（2018年4月4日 - 2021年10月1日）
- Aマッソの両A面
- 石田英司のプカプカ気分
- NAOTOの月イチな音
- Mラジ!勝ち取れレギュラー アシスタントオーディション（2021年7月2日 - 2021年10月1日、2:30 - 3:00）
- オレたちやってみるく!
- U.K. BEAT FLYER 1179（2004年4月 - 2021年10月2日）
- オレたちやってマンデー
- コウテイの銀蛾・流電音（2020年1月27日 - 2023年2月2日、木曜 25:30 - 26:00）
- 犬さやの遠吠え!やってまーす（2020年4月 - 2023年3月30日、木曜 26:00 - 26:30）

### 金曜日
- たかじん生JIN JIN（1995年7月　- 1998年3月、12:00 - 14:00）
- 金曜12時上岡龍太郎がやって来た（1999年4月2日 - 2000年3月24日、12:00 - 14:00）
- ハイヒールの金曜は生で!（2000年4月 - 2005年4月1日、12:30 - 14:00）
- 金曜まるごと 清水国明（1994年10月 - 1996年3月、14:00 - 16:00）
- 板東英二金曜生BAN BAN（1996年4月 - 2009年3月27日）
- 平松邦夫のミセスヤングタウン（1986年10月10日 - 1988年4月1日）
- 週末でRデラックス
- 桂坊枝の駅前生出し大放送（2000年10月7日 - 2001年3月23日、18:00 - 20:00）
- e-NITE WEST（2001年10月 - 2002年3月）
- mix west
- 小森まなみのアイドル・テルテルランド（1988年10月14日 - 1989年4月7日、21:00 - 21:30）
- 吉田真里子のアイドル・テルテルランド（1989年4月14日 - 1990年2月23日、21:00 - 21:30）
- アイドル茶屋町学園（1990年10月12日 - 、21:00 - 21:30）
- WAKU WAKU 桃コール（1990年3月2日 - 1992年3月27日、21:30 - 22:00）
- 嵐の金曜カウントダウン MBS TOP40（2002年10月11日 - 2004年3月）
- やすきよのラッキートゥナイト（1984年10月12日 - 1985年10月4日、0:00 - 0:30）
- ファッショナブル ナイト（1984年10月12日 - 1985年10月4日、0:30 - 1:00）
- ヤンタンパートII 「アンリ菅野の素敵な夜に」（1985年10月11日 - 1986年4月4日、0:00 - 0:45）
- ヤンタンパートII 兵藤ゆきのヤンタンキンド館（1986年4月11日 - 1987年12月25日、0:00 - 2:30）
- ヤンタンパートII ヤンタンキンド館（1988年1月1日 - 1990年4月6日、0:00 - 2:30）
- Bフライデースペシャル 陣内・ケンコバ45ラジオ（2002年10月 - 2004年3月、0:00 - 4:50）
- グーグーモンキーズ（2004年4月 - 2006年4月1日）
- 丑バラ（2007年10月6日 - 2008年9月27日）
- 大人のわがまま（2008年4月1日 - 2009年3月28日）
- ゴーK!（2006年4月8日 - 2008年3月29日）
- おわらナイト
- BE READY
- 小籔×笑い飯の「土020」
- 金曜ピッチサイドトーク（2021年のJリーグレギュラーシーズン期間である、4 - 12月の金曜深夜2:30 - 2:40に放送していた[10]。）
- 酉と鰻とうらナイト（2021年6月[11] - 2022年9月30日）
- 還暦大学院生の、あなたの挑戦聞かせてください!（2022年10月8日 - 2023年4月1日、25:30 - 26:00）
- 諏訪部順一×石原慎也 Voice Pallet（2022年10月 - 2023年3月31日、26:00 - 26:30）

### 土曜日
土曜日明け方
- ぼちぼちいきまひょ（5:30 - 5:45）
- しあわせの五・七・五（2008年4月5日 - 2024年6月29日、5:00 - 5:30）

土曜日朝
- おはようリスナー大久保怜です（1972年4月15日 - 1972年9月30日、6:15 - 9:00）
- おはようリスナー杉浦忠です（1972年10月7日 - 1973年1月27日、6:15 - 9:00）
- おはようリスナー片山明彦です（1973年2月3日 - 1974年4月6日、6:15 - 9:00）
- ラジオリビング〜おはよう小山乃里子です〜（1975年4月12日 - 1976年4月4日、6:15 - 6:45）
- おはよう!小関三平です（1977年4月9日 - 1978年3月25日、7:00 - 7:45）
- 浜渦章盛のさわやかジョッキー（1978年4月1日 - 1981年6月27日、7:15 - 7:45）
- ナイス トゥー ミート ユー（1981年7月4日 - 1981年7月25日、7:15 - 7:45）
- おはようMBS土曜日です
- ヘルシーサロン（1986年1月11日 - 1986年4月5日、7:15 - 7:45）
- おはよう!松井さんちの土曜日です（1986年4月12日 - 1992年10月3日、6:55 - 7:45 → 6:30 - 7:45→6:00 - 8:00）
- コケコッコ!!土曜の朝は三好です。（1992年10月10日 - 1993年10月2日、6:00 - 8:00）
- おはようMBS 川村龍一のゴールデン・エイジ→おはよう川村龍一です MBSゴールデン・エイジ（1993年10月9日 - 2000年3月、6:00 - 8:00）
- おはようゴールデンエイジ（2000年4月1日 - 2000年9月30日、6:00 - 8:00）
- 鋭ちゃんのあさいちラジオ（2000年10月7日 - 2008年3月29日、6:00 - 8:00）
- 加藤ヒロユキ 週末のソムリエ（2008年4月5日 - 2010年4月3日、6:00 - 8:00）
- 豊島・ゴエのあさはやっ!?（2010年4月10日 - 2016年3月26日、6:00 - 8:00）
- ごきげん土曜大作戦（1975年4月12日 - 1975年10月4日、8:00 - 9:00）
- ごめんやす浜村淳です（1972年10月14日 - 1977年1月、9:00 - 11:00 → 8:00  - 11:30）

土曜日昼前
- ありがとうサンテです
- サタデースペシャル～角淳一の歌謡ベスト10～（1979年2月3日 - 1984年4月7日）
- 谷沢永一のトークピア（1981年6月6日 - 1984年9月29日、11:50 - 12:00）
- のぶりんの気分は青春天気は○○です90分（1986年10月11日 - 2003年9月27日、 11:30 - 13:00）
- ごめんやす馬場章夫のボラボラわーるど（2003年10月4日 - 2005年3月19日、11:30 - 13:00）

土曜日昼過ぎ
- 昼めし歌謡曲（1985年4月13日 - 1985年6月22日、12:15 - 13:00）
- 青木和雄の歌謡ベスト10（1984年4月14日 - 1988年4月9日）
- のぶりんのちょっとオールディーズ（1985年7月6日 - 1986年9月27日、12:15 - 13:00）
- MBSジャンボサタデー（1970年7月11日 - 1975年3月22日）
- 日産ラジオスペシャル（1971年10月9日 - ）
- 青ちゃんのてるてるリクエスト（1991年 - 2003年3月15日）
- 西靖&桜井一枝のわくわく土曜リクエスト（2003年4月 - 2010年3月27日）
- 河田直也&桜井一枝のうきうき土曜リクエスト（2010年4月10日 - 2017年3月18日）
- 桜井一枝&井上雅雄のるんるん土曜リクエスト（2017年4月8日 - 2020年3月14日）
  - 桜井一枝のそれそれ!?リクエスト
- PEACE with Love（2022年12月3日 - 2023年3月25日、13:50 - 14:20）
- 明星 土曜ロータリー（1968年4月13日 - 1968年6月29日、13:30 - 14:00）
- プールサイドで逢いましょう（1968年7月6日 - 1968年8月10日、13:30 - 14:00）

土曜日夕方
- エンリッチアワー リクエスト歌謡パレード（1959年6月6日 - 1959年12月26日、15:00 - 15:30）
- MBSサタデーコネクション ノッTEL土曜日子守です（1988年4月16日 - 1994年3月）
- ゆうやけジョッキー（1977年7月9日 - 1978年9月30日、17:30 - 17:55）
- 草野大悟のふるさとは遠きにありて（1983年10月15日 - 1986年4月5日、17:30 - 17:45）

土曜日夜（ナイターオフ）
- 土曜スペシャル「お笑い特番」（1977年10月6日 - 1978年3月25日、19:00 - 19:50）
- MBSベストテン歌謡曲（1979年10月13日 - 1979年10月29日）
- 鳥飼達夫と桂雀々のザ・フレッシュ〜ヒット&ラン ショー〜（1981年12月12日 - 1982年3月13日、19:00 - 20:00）
- ラジオであどラン歌謡曲（1985年10月12日 - 1986年4月5日）
- う・わ・さのスポーツキャスター（1993年10月 - 1994年3月、17:45 - 21:30）
- 冬眠返上!菊水丸（1998年10月 - 1999年3月）
- カズエ・アキコのMBSええ女倶楽部
- MBS激論スタジアム（2004年10月5日 - 2005年4月2日、18:30 - 20:00）
- イッツ商タイム（2006年10月7日 - 2007年3月26日、19:30 - 20:00）
- キャンパス・ライフ（1976年10月9日 - 1977年4月2日、21:00 - 21:30）
- ビアンカミュージックシティ（1977年10月8日 - 1978年4月1日、21:00 - 21:30）
- Mラジ・パリーグレディオ（2021年ナイターシーズン、19:30 - 20:00）
- よゐこ有野のノーギャラジオ（2021年ナイターシーズン、20:00 - 21:00）

土曜日夜
- MMC Non Stop Station（1988年10月15日 - 1989年4月8日、21:00 - 21:30）
- ちゃやまち演歌くらぶ（1990年10月13日 - 21:00 - 21:30）
- 武内由紀子のダイヤル探偵団
- MAZDA WEEKEND PARTY（1988年4月16日 - 1990年4月7日、21:30 - 22:00）
- 靖・千晶のおしゃべりランド
- オレたちのヒロイン（2003年10月4日 - 2004年9月25日、21:25 - 21:55→23:30 - 24:00）
- オレたちヒーロー（2003年10月4日 - 2004年3月27日、23:30 - 24:00）

土曜日深夜
- 円広志の遊YOUアクセス（1987年10月17日 - 1989年4月9日）
- 文珍のアクセス塾（1989年4月16日 - ）
- マー坊・弥生のなんやかんやミュージック（1984年10月20日 - 1984年12月1日）
- 神戸こねくしょん（2006年4月2日 - 2007年9月30日、0:25 - 1:30→0:25 - 1:00）
- 一撃!ネオ・ラ・ジオ
- SUPER☆GiRLSのスーパーラジオ!（2016年10月2日 - 2019年6月29日、0:00 - 0:30→23:30 - 24:00）
- 熱中スペース午前1時（1981年4月4日 - 1982年4月3日、1:00 - 1:30）
- MIKI サウンド ペインティング（1985年10月12日 - 1986年4月5日、1:00 - 1:30）
- 冒険・冒険また冒険!!（1976年11月6日 - 1977年2月26日、1:30 - 2:00）
- MBSミッドナイトクラブ 北野タダオの本音でSWNG!（1989年10月21日 - 1990年4月7日、1:30 - 2:00）
- KAZ&SHEのヤンタンミュージックゾーン（1990年4月14日 - 1990年10月6日、1:30 - 2:00）
- 狂い咲きフォーク（1973年4月21日 - 1974年9月29日、2:10 - 3:00）
- ミュージックオンステージ（1976年4月10日 - 1976年12月25日、2:30 - 3:00）
- ヤンタンLIVEロックオン!!
- ヤンタンネクストフェイス
- 後藤晃宏のスーパーロックアカデミー
- 大阪 BLUES SPIRITS
- 花子・2丁拳銃のまだまだこどもの時間（2003年4月 - 2006年3月）
- おもしろGP喜利王（2005年10月9日 - 2006年3月26日）
- 月極ラジオ（2003年4月 - 2006年4月1日）
- ゴーJ!（2006年4月8日 - 2009年4月4日）
- ゴー傑P（2006年4月8日 - 2009年3月21日）
- 少年も荒野をめざす!（1987年10月17日 - 1988年10月9日、3:00 - 5:00）
- ザ・モーニング（1988年2月6日 - 1989年10月7日、3:00 - 5:00）
- 内藤裕敬のラジオ退屈男（1989年10月14日 - 、3:00 - 5:00 → 3:30 - 5:00）
- 謎なぞドリーミン（1995年10月14日 - 1997年4月5日）
- 鞘師里保と○○と（2020年12月5日 - 2021年9月26日）

### 日曜日
日曜日明け方
- はやおきサンデーMBS
- なつかしのメロディ〜歌に想いを〜（1974年4月14日 - 1976年9月26日、5:00 - 5:30）

日曜日朝
- Mr.さんまタイム（1979年4月8日 - 1980年3月30日、6:05 - 6:35）
- 良子の目ざましジョッキー（1980年4月6日 - 1981年3月22日、6:05 - 6:20）
- アーリービートルズ（1989年10月5日 - 1990年4月1日、6:05 - 6:30）
- 古川圭子のサンデーパレット（1993年4月 - 1993年9月）
- 勝谷誠彦の志ジャーナル（2006年10月8日 - 2008年9月28日、6:30 - 7:00）
- MBSみんなのフォーク（2008年10月-12月、6:30 - 7:00）
- 川村龍一のゆ〜ゆ〜ラジオ（2009年1月4日 - 2011年9月27日、6:30 - 7:00→6:15 - 7:00）
- てくてく♪信州（2014年4月6日 - 9月28日、6:45 - 7:00）
- 柏木宏之の川と道の情報BOX（2007年4月15日-2008年3月30日、7:00 - 7:30）
- 柏木宏之の防災お役立ち情報（7:00 - 7:30）
- ごきげんサンデー・ミュージック（2009年4月5日 - 2021年3月28日、7:00 - 7:30→7:00 - 7:20）
- 末次攝子の日曜サロン
- ふれあい広場決定版（1978年10月15日 - 1982年4月4日）
- 安達治彦のじつは今日は日曜日（1989年10月15日 - 、8:00 - 9:30）
- 馬場章夫の大阪大発見!（2005年4月10日 - 2011年3月27日、8:00 - 8:30）
- バンナム 恋の747（1973年4月22日 - 1973年12月16日、8:35 - 8:55）
- 古谷充のHere I am（1986年11月2日 - 1987年4月5日、8:30 - 9:00）
- 浜村淳のポップス黄金時代（1987年10月18日 - 1988年4月10日、8:30 - 9:00）
- MBSファミリーフィールド
- ときめきMUSICグラフィティー（1995年4月 - 、8:30 - 10:00）
- 土清水縁の日曜音楽館（8:30 - 8:57）
- フルフル イン ファイブ（1973年4月22日 - 1973年10月14日、9:05 - 9:30）
- サンデーなつかしのポップス（1973年10月21日 - 1974年4月7日、9:05 - ）
- レディースサンデージョッキー（1975年12月7日 - 1978年10月8日、9:30 - 10:00）
- 浜村淳の日曜夢語り（2001年4月 - 2006年3月19日、9:30 - 10:00）
- 浜村淳の茶屋町チャ・チャ・チャ（2006年4月9日 - 2006年10月1日、9:30 - 10:00）
- 浜村淳のなんばでルンバ!（2006年10月8日 - 2008年9月28日、9:30 - 10:00）
- 音の散歩道（2007年4月 - 2008年3月、9:10 - 9:15）
- エムラジ♪ミュージックBOXサンデー→Mラジ Music Box（ - 2024年9月30日、7:00 - 7:20）
- 日曜てんコモリばしすじ商店街!
- 子供たちが住める地球へ
- 松井愛のお金の時間♡ （ - 2022年9月25日、7:00 - 7:20）

日曜日昼前
- 茶屋町ヤマヒロ会議
- 桂坊枝の生活研究所
- 日曜出勤生ラジオ（1997年10月5日 - 2015年3月29日）
- 今日は日曜♪野村啓司のラジオなひととき（2015年4月5日 - 2016年3月27日、11:00 - 13:00）
- クルーズ・オン・Stude baker's （1988年1月10日 - 1988年3月20日、11:30 - 12:00）

日曜日昼過ぎ
- ドドンと歌謡曲（1973年11月11日 - 1975年9月28日、12:05 - 12:40）
- アジアウインド（1995年4月 - 、12:00 - 14:00）
- ちゃやまちっくWoo!

日曜日夕方
- サンデー歌謡プレゼント（1970年10月11日 - 1972年10月8日）
- サンデー・フレッシュ行延鶴瓶のわいのわいの90!!（1975年10月12日 - 1977年7月31日、16:30 - 18:00）
- サンデー・フレッシュわいのわいの90!!（1977年8月7日 - 1988年4月10日、16:30 - 18:00）
- サンデー・フレッシュわいわいカーニバル（1988年4月17日 - 1988年10月9日）
- 圭修サンセットクラブ Cokeで乾杯!（1988年10月16日 - ）
- 月亭八方 ぼくらのニュース（ - 2002年3月24日、16:30 - 17:37）
- Bサンデー（2002年4月 - 2004年3月、16:30 - 17:36）
- 野村啓司のわたしの歌は茜色
- ミスタートラ・唐渡吉則のOh!艶歌（2004年4月 - 2020年9月27日、16:30 - 17:30）
- MBS日曜玉手箱
- うきうきウィーク
- 日曜ラジオ夕刊（1972年6月11日 - 1973年10月7日）
- 寺島惇太と徳井青空の小説家になろうnavi -3rd book-（2019年4月7日 - 9月29日（第1期）、2020年4月 - 2022年9月25日（2nd book）、2022年10月2日 - 2024年3月31日（3rd book））

日曜日夜（ナイターオフ）
- 昭和のラジオ少年
- それ行け!電リク「ジャンジャン歌謡曲」（1970年10月11日 - 1971年4月11日）
- サンデースペシャルお笑い特番（1976年11月21日 - 1977年3月20日、18:15 - 19:00）
- 演歌一本道（1980年10月12日 - 1981年4月5日・1981年10月10日 - 1982年4月3日・1982年10月9日 - 1983年4月2日、19:00 - 19:30）
- 歌は心〜なつメロ昭和史〜（1976年10月17日 - 1977年3月20日、19:30 - 20:55）
- 三枝のゲラゲラカンパニー（1979年1月7日 - 1979年4月1日、19:30 - 20:00）
- ヤンタンソングス
- サンデースタースペシャル（1980年12月14日 - 1981年3月29日、19:30 - 20:25）
- 松ちゃん チェーさんの韓国ホットナウ（1986年10月19日 - 1987年4月5日、20:30 - 21:00）
- 風の便り〜中島みゆきの世界〜（パーソナリティは佐藤良子、1982年10月10日 - 1983年4月3日・1983年10月16日 - 1984年4月8日、21:00 - 21:30）
- 大吉洋平のロンリーサンデイ（2023年11月12日 - 2024年3月24日）

日曜日夜
- 私の選んだロシアの歌（1963年11月3日 - 1964年1月26日、21:00 - 21:30）
- ラングラー ジーンズ ビルボード（1973年3月4日 - 1975年10月5日）
- ハロー!ジャネット（1973年10月14日 - 1975年4月6日）
- なんばNOW
- さだまさしの気まぐれ夜汽車（1982年4月11日 - 1983年3月27日）
- 浜村淳の演歌物語（1990年10月14日 - 21:00 - 21:30）
- 加藤ヒロユキ 音楽のソムリエ（21:00 - 21:55）
- 福島のぶひろの歌詞研究会（2020年7月 - 同年9月（3か月限定放送） 21:30 - 22:00）
- ランヒと春團治と（シゲ）の今宵も陽気な歌酒場（2020年10月 - 2023年6月25日 21:30 - 22:00）

日曜日深夜
- ギャルズファンシーノート〜宇宙船エンジェル〜（1978年1月8日 - 1978年10月1日、23:00 - 23:30）
- 眞鍋かをりの特命少女（2003年4月6日 - 2004年3月28日、23:55 - 0:25）
- 真夜中のドン（2004年4月4日 - 2005年4月3日、23:55 - 0:55）
- サトミ・ヒトミ・ユキコの何かいいことないか仔猫ちゃん（1983年10月16日 - 1984年3月25日、1:00 - 1:30）
- きようじの音楽夢風船（1986年10月12日 - 1987年4月5日、1:15 - 2:00）
- Radio THIS（1988年4月4日 - 1992年9月28日、）
- ぴよぴよ（2005年10月10日 - 2006年4月1日、1:50 - 2:30）
- めっちゃ!祭nine.
- 新・りえ●のトレンドジャンキー
- namiと夜遊びK-POP
- 六車奈々 ななたび!
- BMKのボクたち もっと 輝くねん! （2022年5月1日 - 同年6月26日(2か月限定放送)、23:30 - 24:00）
- 植ちゃん・学のなにわもぐもぐラジオ（2020年9月6日 - 2023年12月31日、24:00 - 24:30）
- スタトラってだれやねん（2022年2月6日 - 2023年3月26日、24:30 - 25:00）
- ノッペルガードーン（2023年4月2日 - 2023年9月24日、24:30 - 25:00）
- 太田在のBiztifulナイト!（2023年7月2日 - 2023年12月25日、25:30 - 26:00）
- よゐこ有野のノーギャラジオ[12]

### その他
- ハロー!ナショナルショウルーム（1975年11月7日 - 1987年10月10日）
- ウィークエンド・イングス（1982年10月9日 - 1985年3月23日、0:15 - 1:00 → 12:15 - 13:00）
- とびだせ!白銀（1973年1月6日 - ）
- もっと!きらり☆（月曜 0:05 - 0:50）
- 住之江競艇レース結果・地震防災メモ
- こちら茶屋町お天気部!
- 凡児のお脈拝見
- 素人名人会 - 後にテレビへ移行。
- まこちゃんのユーモアジョッキー
- やすし・きよしのお笑い編集室→Wヤングのお笑い編集室（1970年7月1日 - 1970年12月26日）
- フレッシュ歌謡曲（1971年4月19日 - 1972年4月30日）
- わたしのナツメロ（1974年5月20日 - 1975年5月9日)
- コンちゃんのDOマイコン
- 青木和雄のムービー倶楽部（1979年4月7日 - 1983年3月19日）
- 出会いの詩（1982年10月9日 - 1986年9月29日）
- アイドル学園ちゃやまち組
- 山田雅人の脳天直撃ライブ（1989年10月21日 - ）
- 圭修のワンダフルナイト
- 愛のおしゃべりクリニック（ - 1986年10月5日）
- ジョージのほかほかミュージック（1986年10月16日 - 1989年10月5日）
- ハリガネ・MEGUMIのロックな時間
- YOUNG PARK
- シャカリキ!難波ブラザーズ
- どーだ!ますだおかだ
- 張真紀の風水ナイト
- MBSエンタメ倶楽部
- スッごい!おとなの時間
- 轟!宍戸一夫です
- 宍戸一夫の情熱喫茶
- ピカピカハイヒール
- 茶屋町MBS劇場
- チョアヨ!韓国
- いすゞ お父さん・お母さんへの手紙
- 三枝輝行の商い勘所（月曜 19:00 - 19:30）
- 重盛さと美とU.K.のモリモリラジオ!
- バービー・郡司の深夜教室Q組
- 福島のぶひろの、どうぞお構いなく。
- アッパレ!ラジオカーでやってまーす
- ラジオでもない音
- 中村壱太郎のうえほんまち夜カフェ〜知的おおさか塾〜
- MBSラジオなにわ演芸荘
- MBSサンデー・カルチャーナイト
- Wマコトの笑コミュ!
- テゴマスのらじお（2011年10月26日 - 2020年6月24日）
- 板東英二のおばあちゃんと話そう
- シルクのべっぴん塾
- 植ちゃん・学のなにわもぐもぐラジオ
- 梅山茜のちょっと聴いてよ!
- STU48薮下楓の楓のショー
- MBSナイトポケット
- 新・りえ●の幸せの法則
- 弁護士の放課後 ほな行こか〜(^o^)ﾉ
- 高松建設presents 十川裕加 魔法のボイストレーニング
- 森たけしのスカタンラジオ
- すずの音 〜私に見えるもの、あなたに聞こえること〜
- 橋本愛の、ここにしかないどこかへ
- 松井愛のあさカツ♥
- のぶりんの聞きのがサンデー（2013年10月 - 2021年3月）
- 三枝輝行の商い勘所
- 大畑大介の”ひょうご五国”へLET’S トライ!
- 冨田明宏のちあB!
- 上泉雄一の日夜もええなぁ!
- 上泉雄一 今日のウワ言
- 服部良一アワー
- 名曲サロン
- 宝塚ファンコンテスト
- 宝塚ミュージックアルバム
- 米朝・ハンソン・洋子のリクエストで行こう（1963年10月24日 - 1964年4月2日、19:30 - 21:30）
- とびだせ!歌謡ショー
- お笑い歌謡大作戦
- SOUND EGG
- スターメロディー
- ハッピーフォークフェスティバル
- カージオティータイムミュージック（1968年4月11日 - 1968年6月27日、13:30 - 14:00）
- しゃべって遊んで歌いましょう（1968年7月4日 - 1968年10月3日、13:30 - 14:00）
- MBSミッドナイトドライブ
- 思い出リクエスト
- 秋かおり 歌謡タイム（月曜 19:00 - 19:30）
- 聞くジャニ∞
- コンちゃんの「い〜話です!」
- FUZZY CONTROLのROCK with SUNDAY
- レッツ!ヴェルヴェッツ!!
- ROTTENGRAFFITYのやんちゃタウン!
- NAOTOな音
- エムラジ♪ミュージックBOXサタデー
- 尼のよりんの朝の説法千本ノック（2022年7月4日 - 2022年12月27日、月 - 火曜 5:00 - 5:15）
- 村瀬哲史とKRIC!不動産の時間。（2022年10月3日 - 2024年9月30日、月曜 18:45 - 19:00）

### スポーツ
- スポーツアンドポップス（1967年10月8日 - 1968年3月24日）
- プロ野球ハイライト男の世界（1975年4月7日 - 1975年11月1日、7:15 - 7:30）
- ミスターベースボール（1976年4月5日 - 1977年4月2日、7:15 - 7:30）
- ベースボールジョッキー（1976年1月5日 - 1976年3月30日、12:50 - 13:00）
- 毎日放送 土曜競馬（1975年4月12日 - 1988年4月9日）
- ゴーゴーホークス（1977年4月4日 - 1977年10月1日）
- ブレーブスアワー（1979年10月14日 - 1980年4月6日）
- マルホスポーツセミナー（1980年4月6日 - 1985年12月26日）
- 和泉修のスポーツシャッフル
- 仲田幸司の熱血!!タイガーススタジアム　（土・日 17:45 - 18:00）
- 亀山つとむのサタスポ
- 大畑大介のLet's Try スポーツ!（ナイターオフ期間中、第3日曜 20:00 - 21:00）
- 毎日放送ダイナミックナイターザ・オフ（1992年10月 - 1993年3月と1993年10月 - 1994年3月の月 - 金 19:30 - 22:00）
- 金曜スポーツサンバ
- 上泉雄一の日曜スポーツ宣言!
- ウィニングラン!
- 太田幸司の熱血!!タイガーススタジアム（ナイター期間中、月 - 金 17:25 - 18:00。ナイターオフ期間中、月 17:25 - 18:00　火 - 金　17:25 - 18:30）
- いざゆけ!八木裕!
- 亀山つとむのかめ友 Sports Man Day
- 市川いずみのベースボールパークEXトラ!

### アニラジ番組
2018年11月現在は放送していない。
以下、終了した番組
- BANANA放送局ヤンラジグランプリ!!
- グーチョキパー〜アニゲでポン!〜
- BEATLESS〜はっく・ざ・らじお〜
- ゾイドワイルド〜本能解放ラジオ〜

### ドラマ・その他
- 十川ラジオ劇場→荏原ラジオ劇場→文芸劇場→ラジオホール
- ヤンマー日曜評論
- マイ・ストーリー（月 2:30 - 3:00、TBSラジオなどへネット）
- 劇画ジョッキー 女仕掛人（1973年10月14日 - 1974年4月7日、20:30 - 21:00）
- 新しい出会い 1180kHzこんにちわ（1977年5月15日、5:00 - 24:00、1210kHz→1180kHzへの周波数変更記念特番）
- ラジオパニック・大阪大地震〜あなたは生き残れるか?〜[注 1]（1978年11月23日、12:00 - 15:00、1180kHz→1179kHzへの周波数変更記念特番）[13]
- 松山千春 ラジオ スコアブック
- ありがとうラジオとともに30年（1981年8月31日 12:00 - 1981年9月1日 18:00）
- 連続ラジオドラマ 炎のごとく〜日蓮の生涯〜（1981年10月5日 - 1981年10月9日、20:00 - 21:00）
- ラジオはコミュニケーション「KANSAI 24時今日…明日」（開局記念特番／1987年）
- 毎日放送開局40周年記念特別番組（1990年）
- 範ちゃん通信（1988年10月16日 - 1993年3月）
- ちゃやまち森栗学扱
- ドラマスペシャル（文化放送へネット。年2回放送。2006年秋 - ）
- ドラマの風
- 茶屋町そろばん学校開校です!
- 毎日放送 開局60周年記念番組 31.5時間ラジオ MBS史上最大のラジオ祭り 歌でつなげる60年 目指せ1179曲てアンタ!?
- ラジオ朗読版 歎異抄を聞く
- フォーエバー・コミュニケーション あなた日和
- 小泉ニロの「みんなの北海道」（2012年3月で終了したが、同年4月からはネット局だったSTVラジオが制作局に移行し『ちょっと暮らし北海道』として放送。当局にもネットされている）

## 備考・選抜高等学校野球大会開催中の編成など
- 同大会期間中のMBSラジオは試合時間中はそれを優先するため、通常のレギュラー番組は休止、ないしは時間短縮される。この期間中の『ありがとう浜村淳です』、『こんちわコンちゃんお昼ですょ!』ではリスナーとの親睦を深める海外旅行に出かけることが多く、代理として毎日放送のアナウンサーらが出演していた。
- 雨天中止になった場合は番組として放送されるがイレギュラー編成のため一部コーナーが実施されないのでフリートークやリスナーから送られるFAX・メールを紹介する時間が大半を占める。途中打ち切り（ノーゲームなど）で短縮版が放送されるときはアナウンサー以外のパーソナリティは来られないので番組コーナーを受け持っているアナウンサーが代理パーソナリティを務めることが多い。
- また日曜日の中央競馬中継『GOGO競馬サンデー!』に関しては、ラジオ関西から中継が行われる。（CBCラジオなどのネット局向けに。MBSラジオは中継終了後の飛び乗り。）
- 2008年までの次番組復帰の目安は月曜 - 金曜が『いすゞ お父さん・お母さんへの手紙』、土・日曜は『住之江競艇レース結果・地震防災メモ』（月曜 - 金曜はその後に『住之江競艇－』へと続いて放送される。）
- 通常定時に放送される『MBSニュース』・『お天気のお知らせ』・『MBS交通情報』は各試合の合間に中断して放送される。
- なお、MBSテレビでは2003年から、MBSラジオでは2009年から2015年まで、中継対象の試合を準決勝と決勝に限っていた。そのため、準々決勝2日目の開催日まで通常編成で放送する代わりに、『春一番!センバツ甲子園』と『MBSニュース』で速報や試合結果を伝えていた。2016年以降は、テレビ・ラジオとも決勝のみ中継。『春一番!センバツ甲子園』も放送されないため、試合の速報や結果は『MBSニュース』を通じて伝えられる。
- 新型コロナウイルスへの感染が拡大している2020年には、3月18日から予定されていた第92回選抜高等学校野球大会を中止することが同月11日に決まったため、通常編成で対応した。